# فينديسين
فينديسين هو قلويد عنقي شبه صناعي مشتق من النبات المزهر Catharanthus roseus. مثل الطبيعي (مثل فينبلاستين وفينكريستين) وقلويدات فينكا شبه الاصطناعية (على سبيل المثال فينورلبين وفينكريستين) المشتق من هذا النبات، فإن فينديسين هو مثبط للانقسام الذي يستخدم كدواء للعلاج الكيميائي. من خلال تثبيط الانقسام يمنع فينديسين تكاثر الخلايا وخاصة خلايا التكاثر السريع لأنواع معينة من السرطان. يستخدم بشكل عام بالاشتراك مع أدوية العلاج الكيميائي الأخرى في علاج الأورام الخبيثة المختلفة مثل ابيضاض الدم وسرطان الغدد الليمفاوية وسرطان الجلد وسرطان الثدي وسرطان الرئة.